# Harry Derckx
Henri ("Harry") Jean Joseph Derckx (Saint-Pierre-lès-Nemours, Seine-et-Marne,  Francuska, 19. ožujka 1918. – Rucphen, Nizozemska, 12. srpnja 1983.) je bivši nizozemski hokejaš na travi. 
Osvojio je brončano odličje na hokejaškom turniru na Olimpijskim igrama 1948. u Londonu igrajući za Nizozemsku. Odigrao je svih sedam susreta kao obrambeni igrač.
Osvojio je srebrno odličje na hokejaškom turniru na Olimpijskim igrama 1952. u Helsinkiju igrajući za Nizozemsku. Na turniru je odigrao sva tri susreta na mjestu braniča. 
Igrao je za klub DHV iz Deventera.

## Vanjske poveznice
- Nizozemski olimpijski odbor
- Profil na DatabaseOlympics